# ダメじゃん小出
ダメじゃん小出（ダメじゃんこいで、1968年 - ）は、日本のパフォーマー、大道芸人、スタンダップコメディアン、司会者。東京都大田区大森出身。
本名：小出直樹（こいでなおき）。
日本初の道化師養成学校・クラウンカレッジジャパンのOB。クラウンカレッジジャパン卒業後、1990年から全国各地でストリートパフォーマンス(大道芸)の活動を始め、2001年から東京を中心に小劇場で時事ネタをテーマにしたライブ活動を始める。日本人ジャグラーとして90年代創成期を担ったひとりと言われ、現在はスタンダップコメディアンとして各地の劇場でソロライブ活動、さまざまな大道芸フェスティバルに出演の傍ら出演者によるコラボステージの演出も手掛ける存在となっている。

## 来歴
1989年、ダメじゃん小出は日本公演で来日していたアメリカ・リングリングサーカス公演でクラウン（道化師）を観たのがきっかけで当時勤めていた会社を退職し1989年9月品川区に創立されたクラウンカレッジジャパン第1期生にオーディションを経て合格。
アメリカ人講師たちの元、クラウンの様々な要素、スラップスティック・即興・キャラクター開発・パントマイム・ジャグリング・マジック・メイキャップなどを習得、同年12月卒業。
1990年、ダメじゃん小出は大阪・花の博覧会パビリオンで6か月クラウンとして出演後、様々なイベントに出演する傍ら、山下公園・上野公園・銀座/新宿歩行者天国などで青空曲芸シアター・小出直樹と言う芸名でストリートパフォーマンス活動をはじめる。
当時飛び込み営業で入った、浅草花やしき・フラワーステージにて毎週土曜日レギュラー出演。
1991年、クラウンカレッジジャパン3期生、ジャグリング講師アシスタント就任。
1992年から4年間、ヨーロッパ各池で毎年2か月間ストリートパフォーマンスをしながら旅をする。
ソロでのパフォーマンスの傍ら新しいスタイルのパフォーマンスを模索、クラウンカレッジジャパン同期生だった牛くんとユニット「牛飼い小出と牛君」を結成。
1995年、大阪・天保山ワールドパフォーマンスフェスティバル・グランプリ受賞。
日本人パフォーマーのキャラクターものの先駆けと言われる幻のユニット。1996年解散
青空曲芸シアター小出直樹の名前で全国各地のイベントや大道芸フェスティバルに出演。
1991年から始まった国内最大規模のフェスティバル「大道芸ワールドカップin静岡」に第2回大会（1992年）より2017年現在まで連続出場を果たす。
無冠の帝王/グランプリ受賞者送り人/鳴かず飛ばず生き証人などと呼ばれている。　
技術を見せるジャグリングスタイルから自身のキャラクターを前面に出すことを意識しコメディジャグリングへと芸風を徐々にシフトし1999年から青空曲芸シアター小出直樹からダメじゃん小出に芸名を変える。
何故ダメじゃん小出なのか諸説あるが、本人曰く語感で決めたとの事。
屋内外ステージ、その場の状況に応じて変幻自在なお客さんとの即興パフォーマンスなども取り入れ毎回違った独自のコンテンポラリーコメディーを創り出していく。 
1998年3月から始まったパフォーマーたちによる舞台公演・Plan-Bコメディーナイト（大島幹雄主宰）第3回目から出演、ジャグリングではなく時事ネタコント風な作品を演じる。
このライブが現在の舞台活動のきっかけとなる。
1999年よりPlan-Bコメディナイト企画でダメじゃん小出ソロライブ「負け犬の遠吠え」と題して社会風刺ネタを取り入れた舞台を定期的に始める。都内各所の劇場で行われた「負け犬の遠吠え」シリーズは2015年6月両国門天ホールでのVol.32が最後となり、新たにタイトルを「こいでいいのだ！！」に名称変更し東京で年2回開催中。
2000年、野毛大道芸を偶然見に来ていた落語家・立川流・立川笑志（二つ目）現在真打・立川生志に声をかけられ落語会の色物としての活動も進行中。
屋根の無いところで芸が出来ない大道芸人と言った、立川生志との出会いがきっかけで、演芸関係のつながりが広がり2003年TBSラジオ「土曜ワイドラジオTOKYO 永六輔その新世界」に出演。（六輔　話の特集・六輔交遊録などに出演）
近年は国内各地で開催されている大道芸フェスティバルのスペシャルショーの演出を手掛けたり、全国の子ども劇場高学年鑑賞会に出演、ピン芸人/コメディージャグラー/司会者など様々なジャンルで活動を行っている。

## 出演

### 舞台
- 1999年 - 2015年6月　都内劇場にてダメじゃん小出ソロライブ'「負け犬の遠吠え」'Vol.1～32
- 2015年11月　ダメじゃん小出ソロライブ「こいでいいのだ！！」にタイトルが変わり継続中。
- 2006年　横浜にぎわい座・地下小ホール（のげシャーレ）「ダメじゃん小出の黒く塗れ！」を年3回公演（2000年1月Vol.10より毎年1月の会は「ダメじゃん小出の黒く塗れ！・新春18きっぷ」と題し小出の趣味の鉄道をテーマにした公演を上演）
- 2006年 - ご当地の話題を取り入れたソロライブを各年2回開催(静岡ライブ「葵のご紋に握りっ屁」・名古屋ライブ「糞みそ煮込み時事砲弾」) - 2017年現在継続中。
- 2013年 - 宮城県石巻・塩竃にて「若宮丸漂流物語」上演・しもきた空間リバティ「渦」公演。

### 大道芸フェスティバル
- 大道芸ワールドカップin静岡[5]
- 大須大道町人祭[6]
- 野毛大道芸
- ヨコハマ大道芸
- 北の大地de大道芸[7]
- アートタウンつくば大道芸
- 三茶de大道芸
- あつぎ国際大道芸
- 久留米たまがる大道芸
- 遠刈田大道芸
- 高円寺びっくり大道芸
- ひたち国際大道芸
- うつのみや大道芸[8]
- 清水みなと大道芸
- 川崎シネマ大道芸[9]
- 静岡廿日祭大道芸
- 仙台大道芸まちくるカーニバル
- 大分・竹町大道芸パフォーマンスロード
- 月潟大道芸フェスティバル
- 東京ソラマチ大道芸フェスティバル
- 天保山ワールドパフォーマンスフェスティバル
- 札幌だい・どん・でん！
- 愛知リトルワールド大道芸コンテスト
- まつもと大道芸
- ながの大道芸
- さいたま新都心大道芸
- 滋賀・フェスタin虎御前
- 豊橋まちなかフェスティバル
- 日テレART DAIDOGEI

### メディア
- TBSラジオ「土曜ワイドラジオTOKYO 永六輔その新世界」
- テレビ東京「TVチャンピオン・ジャグラー王選手権」[10]
- NHK・Eテレ「シャキーン」
- TBSテレビ「アッコにおまかせ!」　など

## 受賞
- 1995年/2003年大阪天保山ワールドパフォーマンスフェスティバル　グランプリ受賞
- 2001年愛知リトルワールド「大道芸コンテスト」優勝

## 大田区議会議員選挙立候補
2015年、平成27年統一地方選挙・東京都大田区議会議員選挙に無所属で立候補。定数50に対し65名が立候補、得標順は59番目で落選。 
コネなし！カネなし！しがらみなし！をスローガンに選挙管理委員会に連日通い誰の支援もなくゼロから立候補手続きなどを習得し選挙戦を戦う。区議会議員の報酬削減、海外視察反対などを区内自転車で回り、政策を訴える。ライブのネタとしてではなく本気で選挙に出馬した。